# Наоружани човек (Миса за мир)
Наоружани човек (енгл. The Armed Man) је миса признатог велшког композитора Карла Џенкинса, са поднасловом „Миса за мир“. Џенкинс је компоновао Наоружаног човека 1999. године по наруџбини Краљевског музеја оружја за прославу Миленијума, а и ради обележавања премештања музеја из Лондона у Лидс. Посвећен је жртвама косовске кризе. Попут Ратног реквијема Бенџамина Бритна пре њега, он је у основи антиратни комад и заснован је на католичкој миси коју Џенкинс комбинује с другим изворима, углавном народном песмом из 15. века „L'homme armé” у уводном и последњем делу. Написана је за четворогласни мешовити хор са солистима (сопран и муезин) и симфонијским оркестром. Гaj Вилсон, тада мајстор музеја, одабрао је текстове за мису. Поред одломака из Свете мисе, текст садржи речи из других верских и историјских извора, укључујући исламски позив на молитву, библију (Псалме и Откривење) и Махабхарату. У делу су коришћени стихови Радјарда Киплинга, Алфреда Тенисона и Санкичи Тогеа, јапанског песника који је преживео бомбардовање Хирошиме, али је преминуо неколико година касније од леукемије. 
Наоружани човек: миса за мир премијерно је приказана у Лондону, 25. априла 2000. године. 
Комад је једно од најпопуларнијих Џенкинсових дела, а редовно га изводе професионални и аматерски музичари.

## Преглед делова мисе
Наоружани човек, осликава растућу опасност од уласка у рат, испреплетану тренуцима размишљања; приказује страхоте које рат доноси; и завршава се надом у мир у новом миленијуму, када се туга, бол и смрт могу превазићи. Уводни део, Наоружани човек, започиње звуком марширајућих ногу, који је касније прекривен оштрим тоновима пиколо флауте на које се надовезује хор песмом „L'homme armé”  из 15. века. Други део је Позив на молитву. Следи део Кирие. Четврти део Спаси нас од крвавих људи апелује на Божју помоћ нашим непријатељима речима из Књиге псалма (псалам 59). Санктус - пети део има војни, претећи звук, а затим следи Киплингова Химна Пре акције. Одељак "Пуни!" користи речи из песме Џона Драјдена „Песма за дан Свете Кикилије” (1687) и Џонатана Свифта, који цитира Хорацијеве „Оде” (3,2,13). Овај део почиње борбеним трубама и песмом, али завршава криковима умирућих у агонији. Следи језива тишина бојног поља после борбе, разбијена усамљеном трубом која свира Последњу поруку. Део Љутити пламенови описује страшне призоре након бомбардовања Хирошиме, док Бакље пореде бомбардовање Хирошиме са одломаком из Махабхаратe (књига 1, поглавље 228),  у ком су описани терор и патње животиња страдалих у паљењу древне индијске шуме Кандаве. Агнус Деи је праћен са Сада су пушке стале, а написао их је сам Гај Вилсон као приказ кривице коју су осетили неки повратници преживелих из Првог светског рата. После Бенедикта, део Мир је бољи завршава мису нотом наде. Овај део инспирисан је тешко стеченим разумевањем на љубавну везу Ланселота и Геновеве. У њему је коришћен текст Тенисонове песме „Звоните, дивља звона” и текст из Библије „Бог ће увек избрисати сузе”.

## Делови
1. Наоружани човек (The Armed Man) - 6:25
2. Позив на молитве (Адхан) (The Call to Prayers (Adhaan)) - 2:04
3. Кирие (Kyrie) - 8:12
4. Спаси ме од крвавих људи (Save Me from Bloody Men) - 1:42
5. Санктус (Sanctus) - 7:00
6. Химна пре акције (Hymn Before Action) - 2:38
7. Пуни!- 7:26
8. Љутити пламенови (Angry Flames) - 4:44
9. Бакље (Torches) - 2:58
10. Агнус Деи (Agnus Dei) - 3:39
11. Сад су пушке престале (Now the Guns Have Stopped) - 3:25
12. Бенедиктус (Benedictus) - 7:36
13. Мир је бољи (Better Is Peace) - 9:33

Октобра 2010, на специјалном издању албума је додата 14. нумера. 
14. За погинуле: За сећање Алфрин Џенкинс (For The Fallen: In Memoriam Alfryn Jenkins) - 4:41